# Aegle

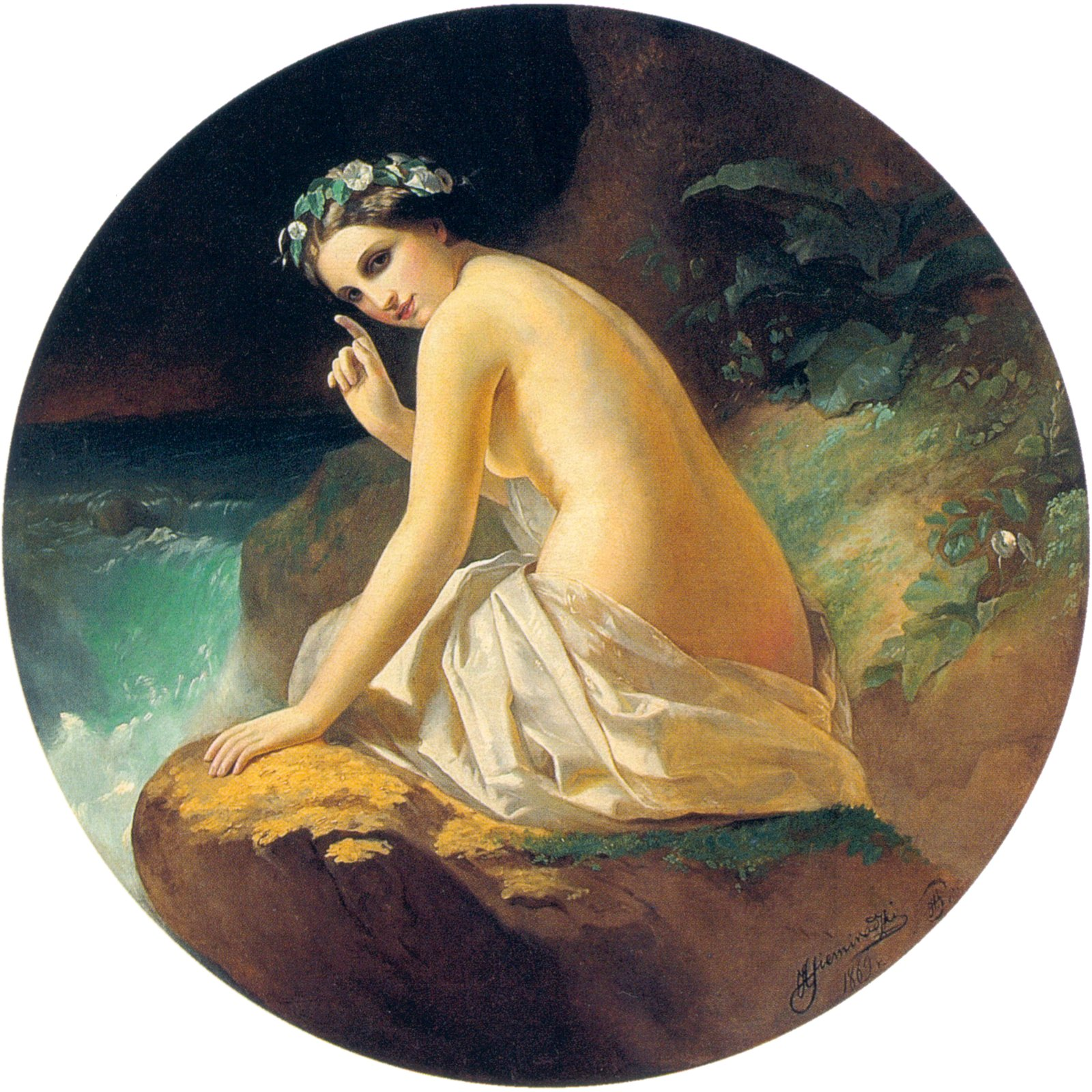
Siemiradzki: Nimfa

Aegle néven négy különböző nőalakot találunk a görög mitológiában.
- Egyikük heszperisz, nővéreivel az istenek kertjének aranyalmáit őrizte, nevének jelentése pompázó;
- a másik héliasz, Héliosz és Klümené leánya, aki bátyja Phaethón halálakor gyászában nyárfává változott,
- a harmadik nimfa, Panopeusz leánya, akiért a szerelmes Thészeusz elhagyta Ariadnét, és
- a negyedik najád, Héliosz felesége, közös gyermekeik, a Khariszok, a báj és a kellem istennői.

## Egyéb jelentései
Aegle egy dél-ázsiai gyümölcsfa fajta. 
96 Aegle aszteroida.